# Jasice
Jasice is een plaats in het Poolse district  Opatowski, woiwodschap Święty Krzyż. De plaats maakt deel uit van de gemeente Wojciechowice en telt 186 inwoners.

## Verkeer en vervoer
- Station Jasice